# Maison François-Baby
La maison François-Baby est une résidence située au 254, rue Pitt Ouest à Windsor en Ontario (Canada). Construite en 1812 par François Baby (1768-1852), un homme politique local. Bien située, elle servit de quartier général aux troupes américaines et britanniques lors de la guerre de 1812. Elle loge le Windsor's Community Museum (en), qui présente l'histoire de la ville.
Elle a été désignée comme lieu historique national du Canada en 1950 et désignée au patrimoine municipal de la ville de Windsor en 1980.